# Província de Ragusa
La província de Ragusa és una província que forma part de la regió de Sicília dins Itàlia. Fou creada el 1927 i és la província més meridional de Sicília. La seva capital és Ragusa.
Limita al nord amb la ciutat metropolitana de Catània i amb la província de Caltanissetta, a l'oest amb la província de Siracusa i al sud amb la mar Mediterrània.
Té una àrea de 1.623,89 km², i una població total de 320.226 hab. (2016). Hi ha 12 municipis a la província.